# Антоновське
Анто́новське (біл. Антонаўскае) — невелике озеро в Россонському районі Вітебської області Білорусі.
Озеро розташоване за 24 км на північний схід від селища Россони. Розташоване серед соснового лісу, на околиці Села Антоново (звідси й назва). Озеро проточне, через нього протікає річка Алтайська (басейн Західної Двіни). Крім того до озера стікають сусідні озера Біле та Веремеєвське.
Довжина озера — 450 м, ширина — 180 м, площа — 0,06 км². Обмежене схилами висотою до 3-5 м, розорані. Береги слабо виражені, заболочені.